# Дилан Мартенс
Дилан Мартенс е нидерландски футболист, полузащитник на ПФК Ботев Пловдив.

## Професионална кариера
Минава през различни нидерландски отбори през юношеството си, в професионалната си кариера играе предимно за нидерландски отбори. През 2020 г. се присъединява към отбора на Царско село (София).